# Afrosawannnik
Afrosawannnik (Micaelamys) – rodzaj ssaków z podrodziny myszy (Murinae) w obrębie rodziny myszowatych (Muridae).

## Rozmieszczenie geograficzne
Rodzaj obejmuje gatunki występujące w Afryce.

## Morfologia
Długość ciała (bez ogona) 80–147 mm, długość ogona 96–197 mm, długość ucha 11–24 mm, długość tylnej stopy 16–32 mm; masa ciała 19–89 g.

## Systematyka
Rodzaj zdefiniował w 1941 roku brytyjski teriolog John Ellerman w drugiej części książki swojego autorstwa o tytule Rodziny i rodzaje żyjących gryzoni. Gatunkiem typowym jest (oryginalne oznaczenie) afrosawannnik przylądkowy (M. granti).

### Etymologia
Micaelamys: Micaëla – postać z opery „Carmen”; gr. μυς mus, μυος muos ‘mysz’.

### Podział systematyczny
Do rodzaju należą następujące gatunki:
| Grafika | Gatunek                | Autor i rok opisu | Nazwa zwyczajowa          | Podgatunki         | Rozmieszczenie geograficzne | Podstawowe wymiary                          | Status IUCN |
| ------- | ---------------------- | ----------------- | ------------------------- | ------------------ | --- | ------------------------------------------- | ----------- |
|         | Micaelamys namaquensis | (A. Smith, 1834)  | afrosawannnik namibijski  | gatunek monotypowy | Afryka Południowa w zachodniej Angoli, Namibii, Botswanie, skrajnie południowej Zambii, Zimbabwe, południowym Malawi, środkowym Mozambiku, Eswatini, Lesotho i Południowej Afryce; | DC: 8–14,7 cm DO: 10,7–19,7 cm MC: 33–89 g  | LC          |
|         | Micaelamys granti      | (Wroughton, 1908) | afrosawannnik przylądkowy | gatunek monotypowy | endemit Południowej Afryki: części Prowincji Przylądkowej Północnej, Zachodniej i Wschodniej                                                                                       | DC: 9,3–12,5 cm DO: 9,6–13,8 cm MC: 19–65 g | LC          |

Kategorie IUCN:  LC  – gatunek najmniejszej troski.